# SECIS元件
SECIS元件全稱為硒半胱氨酸插入序列（SElenoCysteine Insertion Sequence），是生物mRNA中一個長約60nt的RNA元件，次級結構為一莖環 ，此元件會使核糖體轉譯時不將UGA當作終止密碼子，而將其作為編碼特殊胺基酸硒半胱氨酸的密碼子，因此為編碼硒蛋白的mRNA所需。三域生物皆有SECIS元件，雖皆為莖環結構，但彼此序列差異很大（不過洛基古菌的SECIS元件序列和真核生物的較為接近），細菌的SECIS元件通常緊跟在UGA密碼子之後，真核生物與古菌的SECIS元件則位於mRNA的3'非轉譯區，可使mRNA中多於一個UGA密碼子編碼硒半胱氨酸，另外已知甲烷球菌屬的一種古菌具有位於5'非轉譯區的SECIS元件。真核生物的SECIS元件通常有特殊的A：G鹼基配對，可能對其功能相當重要。SECIS元件結合蛋白2（SECIS-binding protein 2，簡稱SBP2）可與SECIS元件結合以促進UGA密碼子編碼硒半胱氨酸，並可避免mRNA被無義介導的mRNA降解（NMD）途徑降解移除。 
目前已有數個生物資訊學軟體可用於尋找基因組中的SECIS元件，有助於尋找新的硒蛋白。